# Neunheilingen
Neunheiligen è una frazione (Ortsteil) della città tedesca di Nottertal-Heilinger Höhen.

## Storia
Il 31 dicembre 2019 il comune di Neunheiligen venne fuso con la città di Schlotheim e con i comuni di Bothenheilingen, Issersheilingen, Kleinwelsbach e Obermehler, formando la nuova città di Nottertal-Heilinger Höhen.